# Œufs sur le plat (sans le plat)
Œufs sur le plat (sans le plat) est un tableau réalisé par le peintre espagnol Salvador Dalí en 1932. Cette huile sur toile est une nature morte surréaliste. Elle est conservée au Salvador Dali Museum, à St. Petersburg, en Floride.